# ۸۸۱ (میلادی)
۸۸۱ (میلادی) هشتصد و هشتاد و یکمین سال تقویم میلادی است.

## درگذشتگان
‎